# Eva Burgers
Eva Burgers (Voorburg, 30 juni 1969) is een Nederlandse schrijfster van jeugdboeken en boeken voor volwassenen. 

## Levensloop
Burgers groeide op in Noordwijkerhout. Ze was jarenlang werkzaam bij de politie, aanvankelijk in de uniformdienst en vervolgens vijftien jaar als rechercheur op de afdeling Zware Criminaliteit. Het dagelijks recherchewerk werd een inspiratiebron voor haar jeugdboeken. Haar boek Wanhoop (2019) was genomineerd voor de Prijs van de Jonge Jury 2020.
Naast schrijfster is Burgers ook bedenker van televisieformats. Voor RTL4 bedacht zij Kroongetuige, een misdaadspel waarin tien kandidaten een moord in Zweden moesten oplossen.